# RoboCop: Rogue City
RoboCop: Rogue City est un jeu vidéo de tir à la première personne développé par Teyon (en) et publié par Nacon, sorti le 2 novembre 2023 sur Windows, PlayStation 5 et Xbox Series. Le jeu présente un scénario original basé sur les films RoboCop, avec Peter Weller reprenant son rôle en tant que RoboCop.

## Trame

### Univers
RoboCop: Rogue City se déroule dans un avenir proche dystopique, dans la ville pauvre, corrompue et rongée par le crime de Détroit (au Michigan, États-Unis), entre les films RoboCop 2 et RoboCop 3.
Dans le film original, RoboCop est à l'origine Alex Murphy, un agent de police de Détroit, qui est tombé dans une embuscade et est torturé à mort par un gang de voleurs notoire, mené par Clarence Boddicker. Il est ensuite choisi par Bob Morton, un jeune cadre d'Omni Cartel des Produits (OCP) afin d'être transformé en robot-policier lourdement blindé. Après avoir progressivement retrouvé la mémoire et avec l'aide d'Anne Lewis, la première partenaire de Murphy, RoboCop réussit à faire régner la justice contre le gang de Boddicker tout en déjouant les plans d'un des cadres rivaux de Morton qui a demandé au gang de Boddicker de l'assassiner.
Dans RoboCop 2, RoboCop se bat contre le gang de Cain, le chef du cartel à l'origine d'une nouvelle drogue de synthèse — le Nuke — et parvient à le vaincre. Toutefois, l'OCP récupère le corps de Cain et extrait son cerveau afin de créer un nouveau modèle de RoboCop (RoboCop 2). Or, il finit par devenir incontrôlable en raison de son addiction au Nuke, ce qui perturbe les objectifs initiaux de l'OCP concernant son projet radical de réaménagement urbain de Détroit (baptisé Delta City) et oblige RoboCop à stopper et éliminer Cain. Malgré les dégâts causés, l'OCP ne subit que peu de conséquences, se contentant d'utiliser le chef de projet de RoboCop 2 comme bouc émissaire.

### Personnages
En dehors du protagoniste principal (qui est à nouveau interprété par Peter Weller) et du retour de certains personnages du film original — à savoir Anne Lewis, le sergent Warren Reed et le président-directeur général de l'OCP surnommé « le Vieux » — RoboCop: Rogue City comprend une toute nouvelle liste de personnages secondaires, dont Max Becker, employé de l'OCP ; Morgan, ingénieur de l'OCP ; et Olivia Blanche, psychologue ; ces deux derniers aidant RoboCop sur le plan technique et psychologique tout au long de l'histoire.
Parmi les autres personnages, il y a Pickles, un informateur de la police sans domicile fixe dont il apparaît par la suite être en sevrage du Nuke, la recrue de police et répartiteur Ulysses Washington ainsi que la journaliste Samantha Ortiz, dont l'histoire personnelle est influencée par les actions ou les décisions directes de RoboCop. De plus, les autres antagonistes comprennent Soot, musicien et chef du gang des Torch Heads, ainsi que Spike, à la tête du gang de motards des Street Vultures. Ils se sont tous les deux ralliés à un nouveau chef du crime connu seulement sous le nom de « The New Guy in Town ».

### Histoire
Alors qu'il s'occupait d'une prise d'otages au studio  Channel 9, pris d'assaut par le gang des Têtes brûlées, RoboCop est victime d'un dysfonctionnement se traduisant par des visions de sa vie passée en tant qu'Alex Murphy : il confond une otage avec son épouse, entraînant une hésitation qui pousse sa coéquipière Anne Lewis à intervenir et à abattre elle-même le ravisseur. L'incident, filmé, n'arrange pas la réputation de l'OCP, qui nomme Max Becker comme superviseur de RoboCop et installe à ce dernier une puce d'évaluation de performance pour le surveiller.
Alors que le sergent Reed informe son unité sur l'arrivée à Detroit d’un puissant criminel surnommé le "Nouveau Gars", RoboCop est envoyé pour retrouver et interroger Soot, le chef des Têtes brûlées. Avec Lewis, il remonte sa trace jusqu'à un concert underground dans un abattoir abandonné. Têtes brûlées. RoboCop appréhende Soot, mais Lewis est prise en otage par le "Nouveau Gars", qui exécute le chef de gang pour avoir attiré l'attention lors de l’attaque du studio. RoboCop subit alors nouveau un dysfonctionnement inexpliqué. Le "Nouveau Gars" se révèle être Wendell Antonowsky, frère d'Emil Antonowsky, un ancien membre du gang de Clarence Boddicker, celui là même qui avait tué Murphy. Critiquant l'attachement de RoboCop à son humanité, il tire sur Lewis et s'en va.
Déterminé à venger son équipière, désormais dans le coma, RoboCop découvre un lien entre Wendell et les Vautours des Rues, un gang opérant près d'une aciérie et d'une carrière (où Murphy et Boddicker ont été tués dans le premier film). Il y découvre plusieurs cadavres, précédemment signalés comme volés à la morgue et à l'hôpital, dont celui d'un policier porté disparu. La police arrive peu après, accompagné d’un ED-209 pour appréhender les Vautours, mais le robot devient incontrôlable et attaque les forces de police, permettant aux Vautours de s’échapper, avant d'être détruit par RoboCop. L’autopsie des corps révèle qu’ils ont été transportés à la carrière par les Vautours avant que leurs cerveaux ne soient extraits par Wendell, que RoboCop parvient finalement à arrêter. Pendant ce temps, Lewis sort de son coma et le président de l’OCP, surnommé "Le Vieux", succombe à une crise cardiaque.
En prison, Wendell révèle à RoboCop qu’il a été engagé par l'OCP dans le cadre du "Projet Afterlife", destiné à utiliser les cerveaux extraits pour un programme de résurrection inspiré par le projet RoboCop et orchestré par Le Vieux, destiné à une clientèle fortunée. Peu après, à l'occasion d'une émeute, un groupe de mercenaires attaque la prison, et libère Wendell. Becker devient le nouveau PDG de l'OCP et annonce la mise en service des UED (Urban Enforcement Droids), robots destinés à remplacer les policiers de Detroit licenciés dans la foulée, mais Wendell prend le contrôle de ces unités après que Becker ait mis fin au Projet Afterlife.
Au commissariat, où RoboCop a été ramené après avoir été laissé pour mort par Wendell, est découvert que les dysfonctionnements dont il a été victime à chaque fois qu'il l'a confronté sont causés par la puce d'évaluation installée par Becker et activés quand Wendell se servait de son briquet, afin de l’empêcher d’agir contre lui. La puce est retirée, et RoboCop poursuit Wendell dans une ville en proie aux émeutes, aux mercenaires et aux UED hors de contrôle. L'affrontement se termine sur le premier chantier de Delta City, où RoboCop finit par abattre Wendell.
Peu après, RoboCop et Lewis, qui a repris du service comme les autres policiers qui ont été rééengagés, sont appelés au siège de l'OCP, attaqué par une "créature" qui s'avère être RoboCop 2, remis secrètement en service par Le Vieux afin qu'il y transfère son cerveau. Après avoir exécuté Becker, il attaque RoboCop, qui parvient après un rude combat à prendre le dessus et à réchapper de l'effondrement de la tour. À la suite de ces événements, l'OCP s'apprête à être rachetée par la corporation japonaise Kanemitsu, ouvrant la voie aux événements du troisième film.

## Système de jeu
RoboCop: Rogue City est un jeu de tir à la première personne se déroulant dans le vieux Détroit. En incarnant RoboCop, le joueur doit débarrasser la ville des criminels, mener des enquêtes et peut également distribuer des contraventions de stationnement,. Le jeu se déroule entre les films RoboCop 2 et RoboCop 3,. Anne Lewis, la partenaire policière de RoboCop dans les films, accompagne le joueur.
Le joueur se voit confier diverses quêtes secondaires tout au long du jeu et peut choisir comment les résoudre, par exemple en choisissant entre différentes options de dialogue. Le résultat de ces quêtes varie en fonction des choix du joueur. Par exemple, le joueur peut choisir entre recourir à la violence ou à une approche pacifique lorsqu'il recherche des informations auprès de suspects,. Le scénario global et la fin sont également modifiés en fonction des décisions prises par le joueur. Le score de confiance du public de RoboCop peut être construit en interagissant avec les citoyens, ce qui affecte ainsi le gameplay.
L'arme principale du joueur est le pistolet Auto 9, l'arme emblématique de Robocop, dotée de munitions illimitées. Les armes larguées par les ennemis peuvent également être récupérées par le joueur et utilisées pendant une durée limitée. Des objets présents dans les environnements du jeu, tels que des barils explosifs et des téléviseurs, peuvent aussi être projetés. En raison de son armure en titane, il ne subit que des dégâts minimes des tirs. Le joueur peut régénérer la santé perdue ou utiliser les ennemis comme boucliers humains contre les tirs.
Le joueur dispose de plusieurs capacités, dont la vision nocturne et une onde de choc flashbang. Le temps peut être brièvement ralenti pour tuer les ennemis et nettoyer une zone plus rapidement. Ces compétences, ainsi que l'Auto 9, peuvent être améliorées au fil du temps. Par ailleurs, le joueur peut utiliser une capacité de numérisation afin de rechercher des ennemis ou des délits tels que des infractions au code de la route et une conduite inhabituelle.

## Développement et sortie
RoboCop: Rogue City est annoncé en juillet 2021. La première bande-annonce de gameplay est dévoilée un an plus tard durant la Nacon Connect. Le jeu propose un scénario original basé sur les trois premiers films RoboCop. Il est développé par Teyon et édité par Nacon en partenariat avec Metro-Goldwyn-Mayer, qui détient les droits de la franchise. Les trois sociétés travaillent ensemble pour garantir que le jeu soit fidèle aux films. L'équipe de développement les a regardés plusieurs fois afin d'intégrer leur aspect satirique, notamment celui du premier film.
Le jeu est développé sur Unreal Engine 5. L'acteur original de RoboCop, Peter Weller, est sollicité pour fournir sa voix et son image,. Les mouvements lents de RoboCop sont également incorporés, au contraire des jeux de tir à la première personne récents qui utilisent généralement un gameplay rapide. Piotr Latocha, le directeur du jeu, déclare que trouver un équilibre dans les mouvements de RoboCop est l'un des plus grands défis de conception du projet : « il est plutôt lent et tanky, et nous devons être fidèles à l'histoire, mais nous ne pouvons pas non plus être super lent et super lourd ».
La sortie du jeu est initialement prévue pour juin 2023, mais celle-ci est ensuite repoussée de trois mois pour septembre 2023, avant d'être à nouveau retardée. Finalement, la publication du jeu sur PlayStation 5, Microsoft Windows et Xbox Series est fixée au 2 novembre 2023. Une version pour Nintendo Switch est annoncée parallèlement aux premières images de gameplay en 2022. Cependant, il n'y a plus de communication sur cette version et elle semble être annulée,. Il s'agit du premier jeu vidéo RoboCop sur console depuis RoboCop sorti en 2003.
Une extension autonome sous-titrée Unfinished Business est sortie le 17 juillet 2025,. RoboCop doit infiltrer l'OmniTower, un immense complexe contrôlé par un groupe de mercenaires d'élite. De nouvelles armes et ennemis sont introduits, de même que des missions se déroulant en flashback où le joueur contrôle d'autres personnages, dont Alex Murphy avant qu'il ne devienne RoboCop.